# Crépol
Crépol é uma comuna francesa na região administrativa de Auvérnia-Ródano-Alpes, no departamento de Drôme. Estende-se por uma área de 11,42 km². Em 2010 a comuna tinha 569 habitantes (densidade: 49,8 hab./km²).